# Hyles helioscopiae
Hyles helioscopiae är en fjärilsart som beskrevs av Sèlys-longchamps 1857. Hyles helioscopiae ingår i släktet Hyles och familjen svärmare. Inga underarter finns listade i Catalogue of Life.